# الحبيل (مكة)
الحبيل هي منطقة سكانية، تقع ضمن نطاق مركز القوز التابع لمحافظة القنفذة جنوب منطقة مكة المكرمة في المملكة العربية السعودية.

## السكان
يبلغ عدد سكان الحبيل تقريبا 1000 نسمة ويسكنها من القبائل: الزيالعة (الزيلعي) والفقهاء من ذرية عقيل بن أبي طالب من بني هاشم من قبيلة قريش ،وقبيلة المقاعدة ومنهم الصوالحة (بنو عم الصوالحة من آل موسى بسعيدة الصوالحة ) والشواحطة والسراحين والعذقه والقداحة وشيخ الشمل محمد بن عبد الله بن علي المقعدي.وبعض من السكان من قبيلة النواشره.

## موقعها
تقع البلدة على حافة وادي يبة، وتتبع لمركز القوز بمحافظة القنفذة بمنطقة مكة المكرمة

## الأنشطة الثقافية
يوجد بها العديد من الخدمات التعليمية ومستوصف بعض الخدمات الصحية وتعتبر مدرسة الحبيل الابتدائية من أقدم المدارس في المملكة العربية السعودية، ويوجد بها نادي ثقافي رياضي يعرف بـ (نادي الحبيل) .

## أعلام من الحبيل
1. عضو مجلس الشورى الدكتور أحمد بن عمر الزيلعي
2. مدير تعليم محافظة القنفذة : إبراهيم بن علي الفقيه
3. رئيس بلدية القوز : المهندس إبراهيم بن محمد الفقي

## تاريخ الحبيل
في عام 1343 هـ كانت الحبيل أول محطة بالقنفذة يصلها الوفد السعودي القادم لاستلام القنفذة كما مر بالحبيل الأمير فيصل بن عبد العزيز آنذاك عام 1351 هـ.